# Freibeuter des Todes
Freibeuter des Todes (im englischen Original The Island) ist ein Roman von Peter Benchley aus dem Jahr 1979. 

## Inhalt
In der Karibik verschwinden auf ungeklärte Weise Hunderte von Booten, von der Besatzung fehlt jede Spur. Der Journalist Blair Maynard aus New York glaubt nicht an Unfälle und möchte die Vorgänge untersuchen, um eine Reportage erstellen. Er lebt in Scheidung; als sein zwölfjähriger Sohn Justin eine Woche bei ihm verbringt, macht er sich mit Justin auf, um die Vorfälle zu untersuchen. Sie fliegen über Miami auf die Turks- und Caicosinseln. Dort werden sie während einer Fischtour von Piraten entführt. 
Die Piraten sind Nachkommen des berüchtigten Freibeuters François l’Olonnais, die dort, unentdeckt von den Behörden, im Verborgenen auf einer Insel leben und Kaperzüge unternehmen. Grundsätzlich werden alle Überfallenen getötet, mit der Ausnahme von Kindern unter 13 Jahren, die in die Kolonie aufgenommen werden. So wird auch mit Justin verfahren, der Junge wird einer Gehirnwäsche unterzogen. Maynard selbst wird vorerst verschont, weil er für eine junge Witwe ein Kind zeugen soll.
Maynard versucht mehrmals zu fliehen, wird aber gefasst und daraufhin gefoltert. Schließlich kann er die Aufmerksamkeit des Schiffs New Hope der Küstenwache erringen. Die Piraten kapern das Schiff zwar, aber mit Hilfe eines Maschinengewehrs an Bord kann Maynard die Piraten töten sowie seine und die Freiheit seines Sohnes zurückgewinnen.

## Verfilmung
Die Geschichte wurde 1980 von Michael Ritchie verfilmt, in den Hauptrollen spielten Michael Caine und David Warner. Der Film war allerdings weder an den Kinokassen noch bei der Kritik erfolgreich.

## Nachweis
Das Buch ist 1980 in Deutschland im Ullstein-Verlag erschienen (ISBN 3-548-20313-2).